# Palaeoplethodon hispaniolae
Palaeoplethodon hispaniolae — вымершее хвостатое земноводное из семейства безлёгочных саламандр. Описан по голотипу-скелету OSU AM-3-15, он является инклюзом в доминикаском янтаре обнаруженным в янтарной шахте в северной горной цепи Кордильера-Септентриональ (Cordillera Septentrional), расположенной в провинциях Пуэрто-Плата и Сантьяго. Этот янтарь относят к олигоцену-миоцену (37,2—15,97 миллионов лет назад) Это пока единственный известный вид саламандры, известный на островах Карибского моря.

## Открытие и описание
Единственным известным экземпляром является молодая особь, найденная в янтарной шахте в горном хребте между Пуэрто-Плата и Сантьяго. Сам янтарь был из смолы вымершего вида бобовых Hymenaea protera. У голотипа отсутствует левая передняя нога, что подразумевает возможное хищничество. На ее конечностях не было обособленных пальцев, вместо этого она имела полную перепонку с небольшими шишками на ней. Скорее всего, она жила на небольших деревьях или в тропических цветах. Общая длина голотипа 1,8 см.
Неизвестно, как эта линия саламандры попала на Гаити и как она вымерла. Они могли попасть на остров по сухопутному мосту или приплыть на «плоту» их вынесенных в море деревьев. Возможно, их вымирание было вызвано изменением климата или давлением хищников.